# セコ・インターナショナル

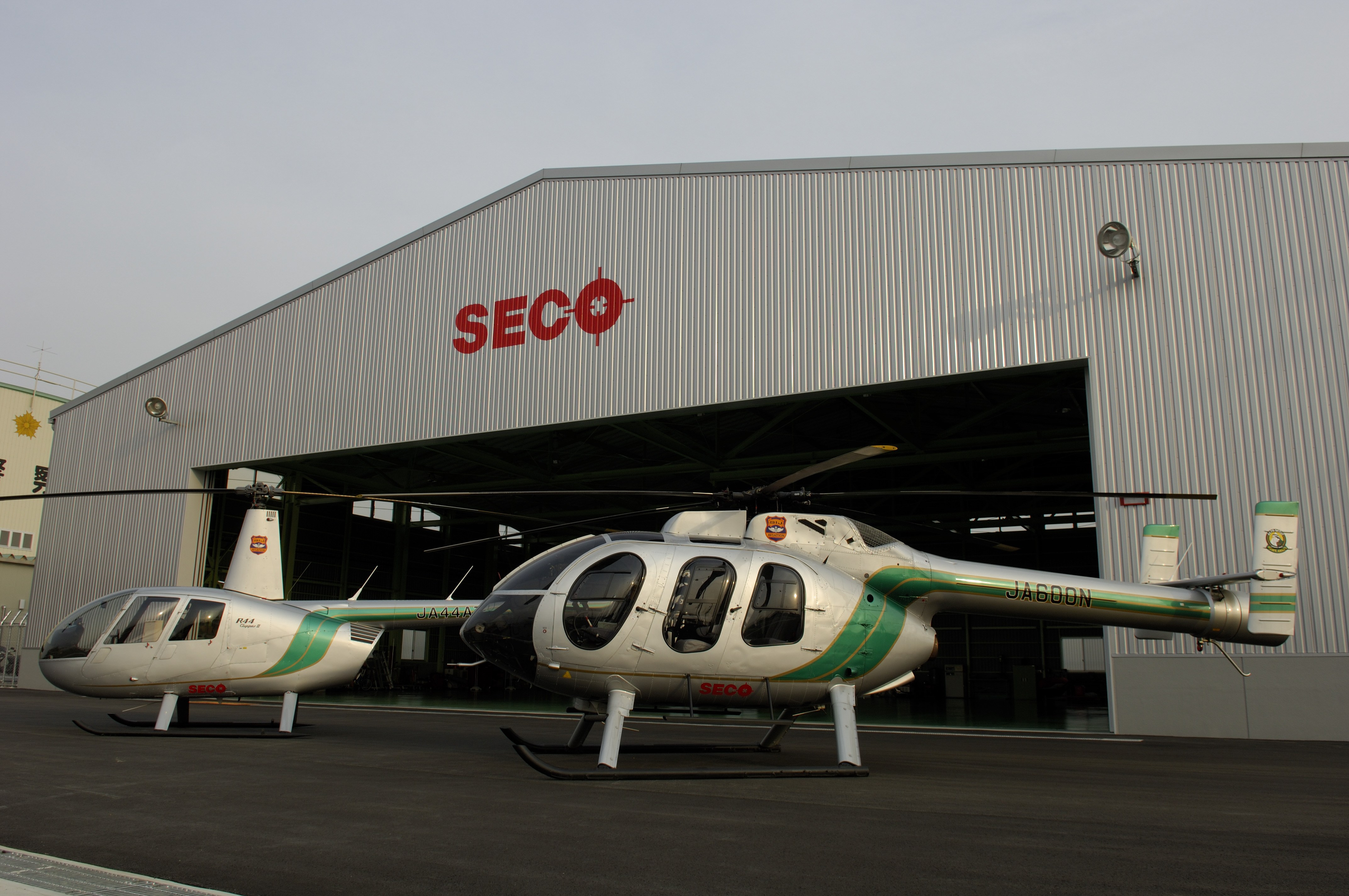
格納庫（事務所）とヘリコプター

株式会社セコ・インターナショナルは愛知県名古屋市中村区名駅南一丁目に本社を置き、県営名古屋飛行場（RJNA）をベースとしたヘリコプター運航会社である。
遊覧飛行や空撮・ブライダルフライト・人員輸送等、自社ヘリコプターを使用した航空事業を展開している。また、自社サービスである遊覧飛行は名古屋ヘリコプター遊覧飛行として　特定非営利活動法人地域活性化支援センターが活動を行っている　恋人の聖地サテライトへ平成24年2月1日に航空会社として「初」そしてサービス名として初めて登録・選定された。また「恋人の聖地」の活動しては観光交流大賞にて2016年は上位3賞となる「ウエディング賞」。2017年は大賞候補となり「観光交流賞」を授賞。2018年にも「観光交流賞」を受賞し、史上初の3年連続受賞という「恋人の聖地」の中核として目覚ましい活動を行っている。
「SORA-婚」（そらこん）というブランドにて　格納庫内でのウエディング後にフライトし上空で愛を誓う形の結婚式等も行っており、ブライダル関連事業にも力を入れている。
国際民間航空機関（ICAO）における航空会社コードは「SIJ」である。
ホクト商事株式会社を中核とするHSKグループの企業である。

## 概略[4]
- 1977年（昭和52年） - アメリカ軍で使用されていた暗視スコープにホクト商事株式会社（現会長）皆川明裕が着目。その平和的利用とセキュリティ分野での利用を考え、アメリカ国防総省の許可を得て、ホクト商事株式会社が輸入を開始。
- 1983年（昭和58年） 7月 - 米国「SECO INTERNATIONAL TECHNOLOGIES LIMITED」の極東代理店として「株式会社セコ・インターナショナル・テクノロジー・アジアパシフィック」をホクト商事株式会社内に設立。
- 1989年（平成元年） 9月 - 社名を現会社名「株式会社セコ・インターナショナル」へと変更。
- 1992年（平成 4年） 3月 - ヘリコプター機材を購入し航空関連事業を開始。
- 1997年（平成 9年）12月 - 自家用ヘリコプターであった所有機を事業機に変更。航空機使用事業及び不定期航空運送事業を開始。
- 2001年（平成13年） 8月 - 三重県津市にある津市伊勢湾ヘリポートを主たる運航所としてMDヘリコプターズ式600N型（JA600N）を使用し航空運送事業及び航空機使用事業許可取得、航空事業を本格的に開始。
- 2002年（平成14年）12月 - ロビンソン・ヘリコプター式R44Ⅱ型（JA44AT）を購入し事業機登録。これにより2機体制の運航となる。
- 2006年（平成18年） 3月 - 主たる運航所を愛知県営名古屋空港（名古屋飛行場）へ移転。
- 2010年（平成22年） 7月 - JA44AT（平成22年10月売却）の後継機として ロビンソン・ヘリコプター式R44Ⅱ型（JA44BT）を購入し事業機登録。
- 2012年（平成24年）2月 - 「名古屋ヘリコプター遊覧飛行」との名称で「恋人の聖地サテライト」に航空会社として初めて登録される。
- 2016年 (平成28年）12月 - ロビンソンヘリコプターのサービスセンターを取得
- 2018年（平成30年）3月 - ロビンソン・ヘリコプター式R22型（JA7834）を導入。事業機編入を行う。
- 2018年（平成30年）4月 - ベル式505型（JA505X）を導入

## 所在地[5]
- 本社
  - 愛知県名古屋市中村区名駅南1丁目20番21号
- 名古屋空港事務所（SIJ名古屋空港事業本部）
  - 愛知県西春日井郡豊山町豊場中新田96−1 名古屋空港内

## 保有機材
- ロビンソン・ヘリコプター式R44Ⅱ型 1機
- ロビンソン・ヘリコプター式R22型 1機
- MDヘリコプターズ式MD600N型 1機
- ベル式505型 1機

## 他業務[6]
- 他の業務として親会社であるホクト商事株式会社の業務関連より海外から製餡等を輸入する部門。
- 自衛隊・警察・海上保安庁等の特殊部隊向けに特殊装備品を販売するセキュリティ部門。特殊装備品は官庁のみへの販売となっており、一般ユーザーへの販売は行っていない。

## 関連会社[7]
- ホクト商事株式会社 （製菓製パン材料の販売・卸売）
- 大洋食品工業株式会社 （製餡・バタークリーム等の製造）